# Tony Popović
Anthony Popović, mais conhecido como Tony Popovic (Sydney, 4 de julho, 1973), é um ex-futebolista profissional e treinador australiano. Atualmente é treinador da Seleção Australiana. 

## Carreira
Popovic era freqüentemente convocado para jogar pela Seleção Australiana, tendo disputado 58 partidas e anotando 8 gols. Com sua seleção, destacam-se as participações nos Jogos Olímpicos de Verão de 1992, nas Copas das Confederações de 2001 e 2005, e na Copa do Mundo de 2006.

## Títulos
Seleção Australiana
- Copa das Nações da OFC: 1996, 2000 e 2004

Western Sydney Wanderers
- A-League: 2012–13 (Premiers)